# Zealandotachina varipes
Zealandotachina varipes är en tvåvingeart som beskrevs av Malloch 1938. Zealandotachina varipes ingår i släktet Zealandotachina och familjen parasitflugor. Inga underarter finns listade i Catalogue of Life.